# Douglas A-26 Invader
O Douglas A-26 Invader (designado B-26 de 1948–1965) foi um avião bimotor desenvolvido pelos Estados Unidos como uma aeronave de ataque e bombardeio leve durante a Segunda Guerra Mundial, que também serviu durante alguns conflitos da Guerra Fria. Uma versão mais leve (designada A-26) serviu em combate até 1969.
Desenvolvido pela empresa Douglas Aircraft Company, ele foi desenhado para ser rápido e veloz. Seu foco é atacar alvos em terra.
O último A-26 a serviço dos Estados Unidos foi aposentado em 1972 da Guarda Aérea Nacional e foi doado para o Museu do Ar e Espaço, em Washington, D.C..

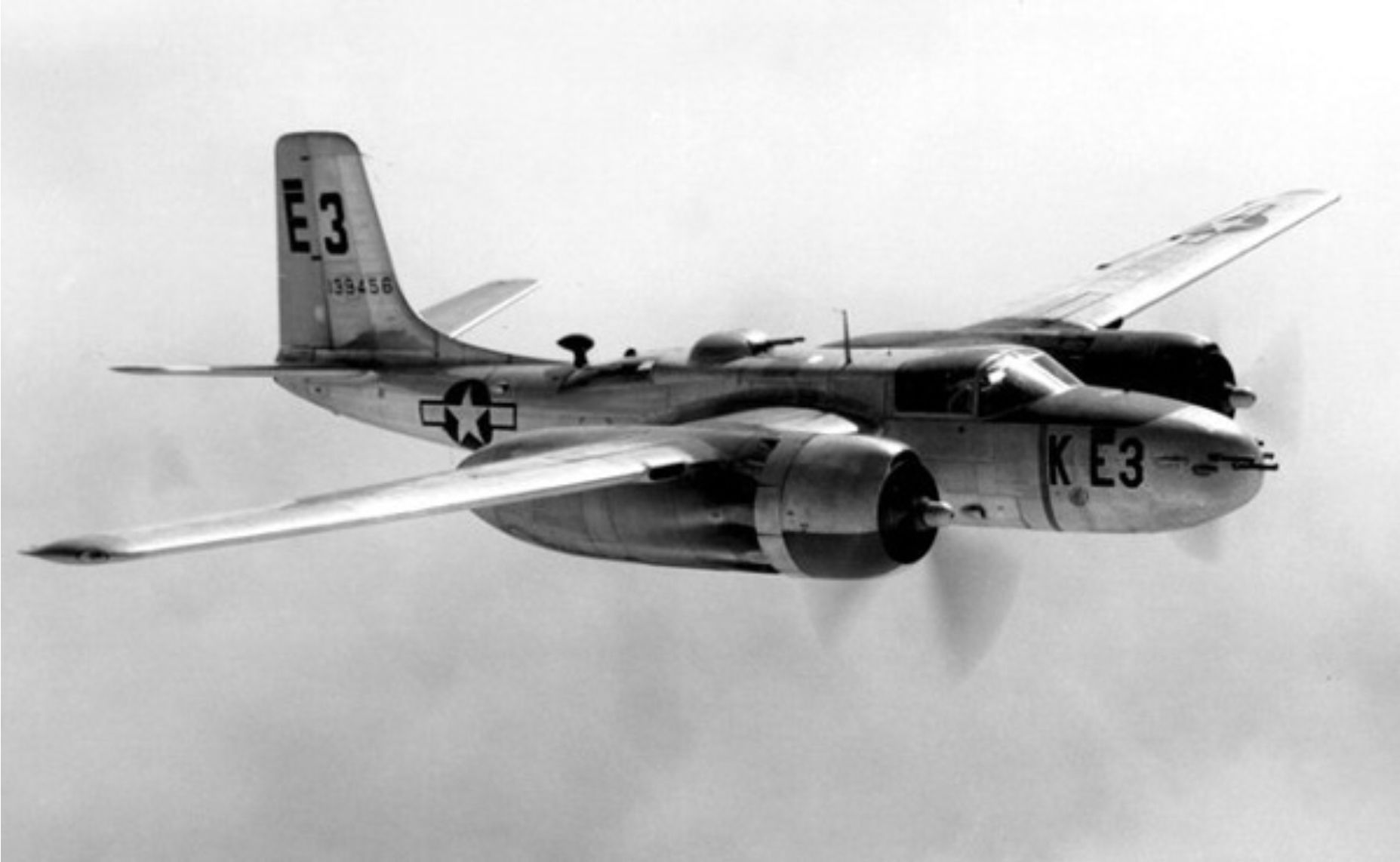
B-26